# Феріча
Феріча (рум. Fericea) — село у повіті Марамуреш в Румунії. Входить до складу комуни Валя-Кіоарулуй.
Село розташоване на відстані 390 км на північний захід від Бухареста, 32 км на південний захід від Бая-Маре, 71 км на північ від Клуж-Напоки.

## Населення
За даними перепису населення 2002 року у селі проживали 472 особи. Усі жителі села рідною мовою назвали румунську.
Національний склад населення села:
| Національність | Кількість осіб | Відсоток |
| -------------- | -------------- | -------- |
| румуни         | 339            | 71,8%    |
| цигани         | 133            | 28,2%    |